# Синенко, Василий Дмитриевич
Василий Дмитриевич Синенко (13 сентября 1921 — 8 января 2004) — пулемётчик 82-го гвардейского стрелкового полка 32-й гвардейской стрелковой дивизии 56-й армии Северо-Кавказского фронта, гвардии младший сержант командир пулемётного расчета 82-го гвардейского стрелкового полка 32-й гвардейской стрелковой дивизии Отдельной Приморской армии, гвардии старшина.

## Биография
Родился 13 сентября 1921 года в станице Терновская Тихорецкого района Краснодарского края. Работал чабаном в колхозе.
В Красной Армии с декабря 1941 года. Участник Великой Отечественной войны с июня 1942 года.
4 декабря 1943 года гвардии младший сержант Синенко Василий Дмитриевич награждён орденом Славы 3-й степени. 25 февраля 1944 года гвардии старший сержант Синенко Василий Дмитриевич награждён орденом Славы 2-й степени.
В наступательных боях на Керченском полуострове с 16 по 28 марта 1944 года в числе первых ворвался в расположение противника, захватил исправные вражеский миномет и пулемет и, использовав их в бою, уничтожил много противников.
Указом Президиума Верховного Совета СССР от 24 марта 1945 года за образцовое выполнение заданий командования гвардии старшина Синенко Василий Дмитриевич награждён орденом Славы 1-й степени 1599, став полным кавалером ордена Славы.
В декабре 1944 года демобилизован по ранению. До 1978 года жил в городе Беслан Северная Осетия. Жил в городе Светлоград Петровского района Ставропольского края. Скончался 8 января 2004 года.

## Галерея

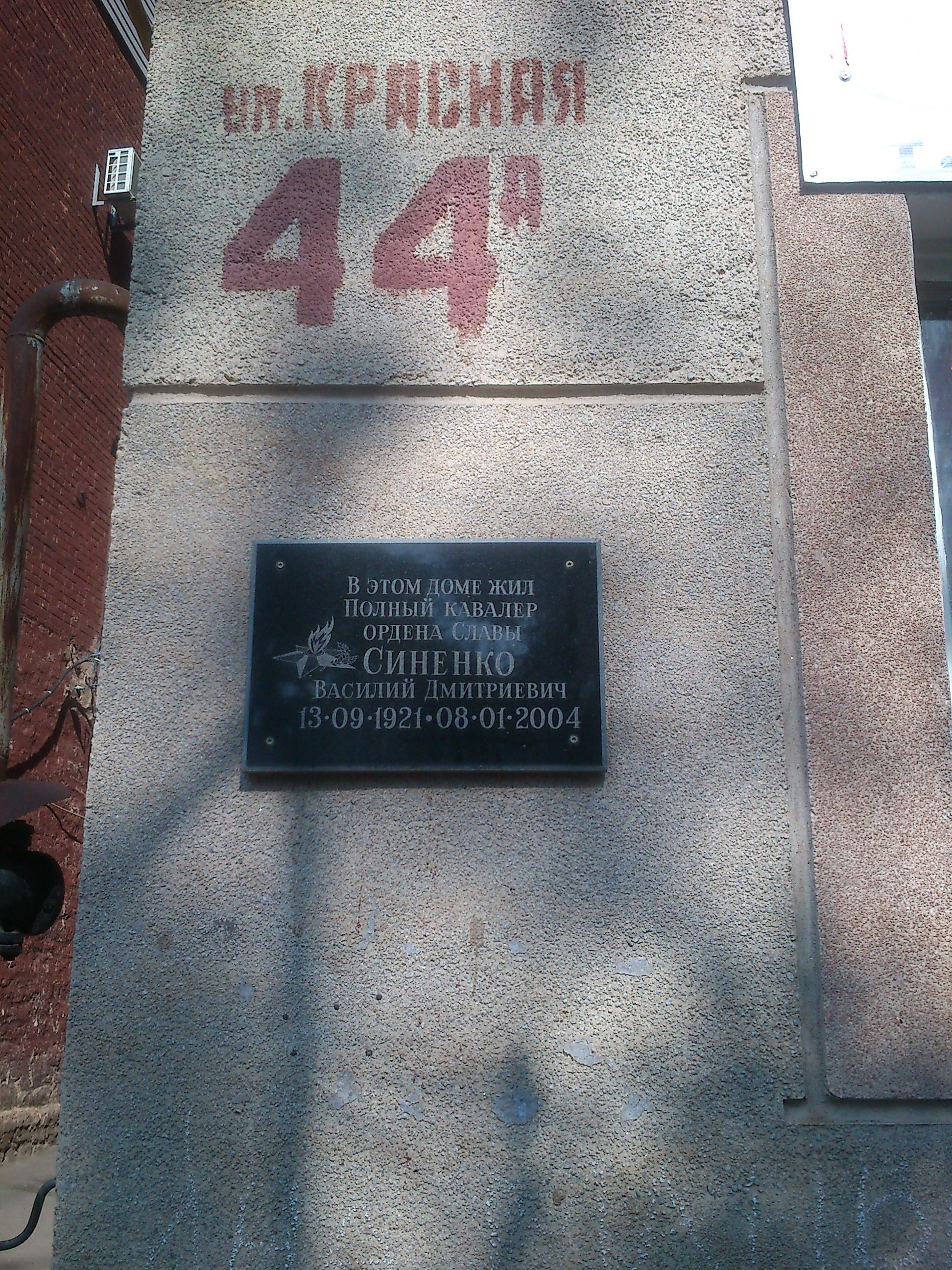
Памятная доска в Светлограде
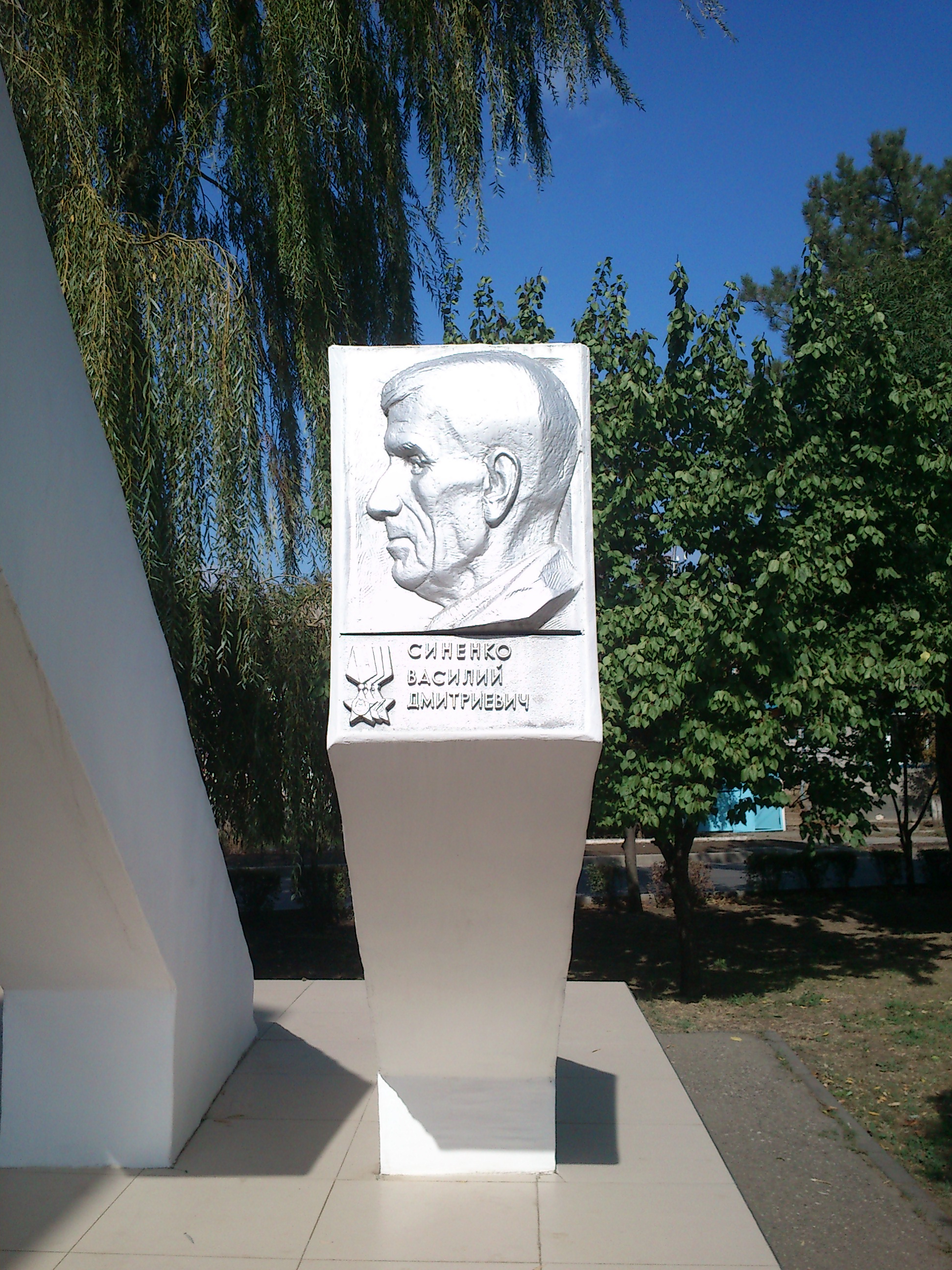
Барельеф на Аллее Славы в Светлограде